# Manuel Tames
Manuel Tames ist ein Municipio im Südosten Kubas und gehört zur Provinz Guantánamo. Der Verwaltungssitz des Municipios befindet sich im Ort Jamaica, 10 km nordöstlich der Provinzhauptstadt Guantánamo.

## Geografie
Das Municipio Manuel Tames hat eine Gesamtfläche von 1051,55 km². Es liegt im Herzen der Provinz Guantánamo. Die Gemeinde grenzt im Westen an die Provinzhauptstadt Guantánamo, im Norden an das Municipio Yateras, im Osten und Süden an San Antonio del Sur und in einem kurzen Abschnitt im Südwesten an Caimanera. In dem Municipio befinden sich unter anderem die Orte Jamaica, Héctor Infante, Manuel Tames und Honduras.

## Geschichte
Das Municipio wurde 1964 neu gegründet. Seinen Namen verdankt es dem Guerillero Manuel Simón Tames Guerra, der in der Revolution unter Fidel Castro im September 1958 im Kampf starb.

## Verkehr
Manuel Tames wird von der gut ausgebauten und größten Landstraße Kubas, der Carretera Central, im äußersten Süden entlang der Grenze zum Municipio Caimanera durchquert. Sie ermöglicht der Gemeinde eine gute Anbindung an die Provinzhauptstadt Guantánamo und die für Individualreisende interessante Stadt Baracoa. Die Orte Jamaica, Héctor Infante und Manuel Tames sind durch eine kleinere Landstraße mit Guantánamo verbunden.